# Водорості Пеле

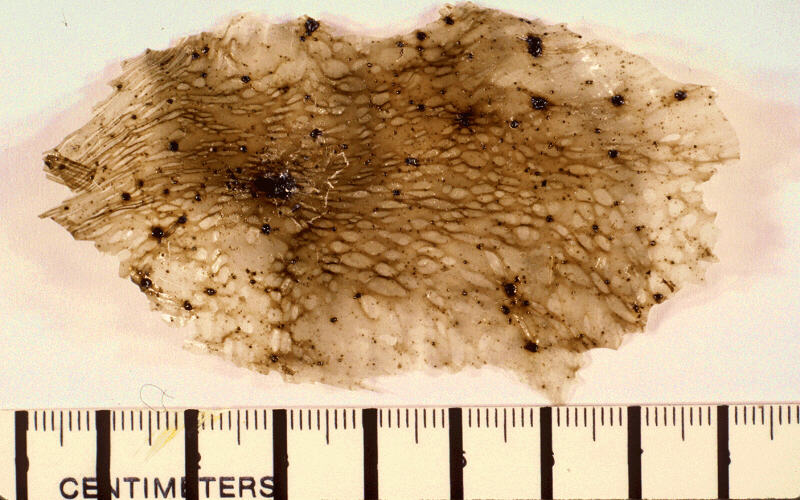
Водорості Пеле

Водорості Пеле (від гав. Limu o Pele, англ. Pele's seaweed — водорості богині Пеле) — форма лави у вигляді тонких листочків, що утворюються в результаті застигання лавових бульбашок під впливом води.

## Опис

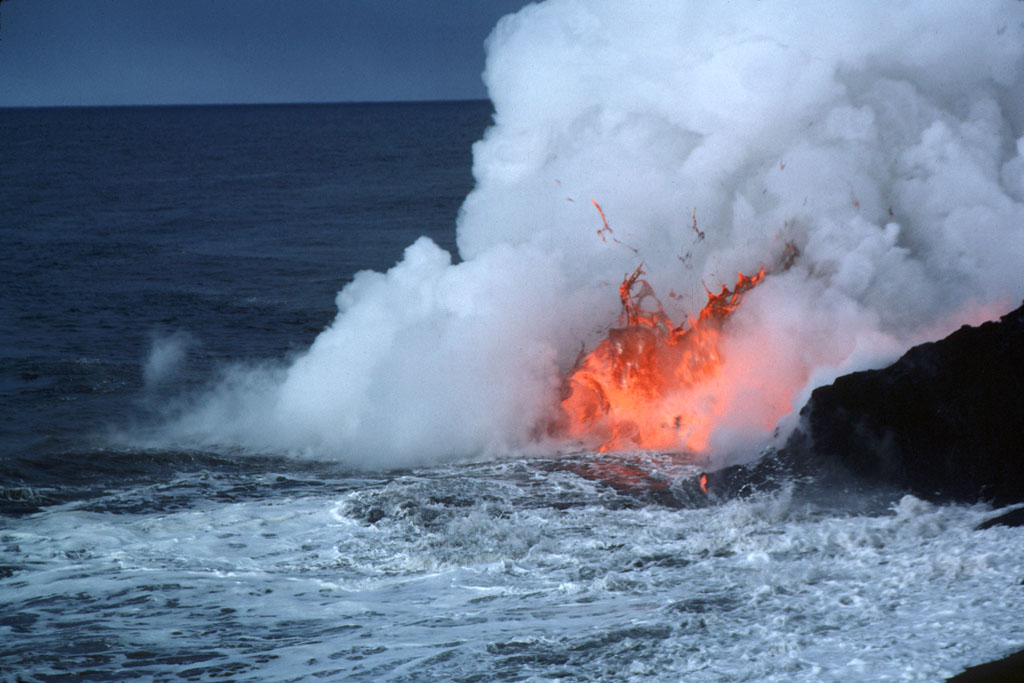
Утворення «водоростей Пеле» на березі, вулкан Кілауеа

Утворюються ці «водорості», як правило, в субаеральних (наземних) умовах при закипанні морських хвиль всередині потоку розплавленої лави. При цьому формуються лавові бульбашки з водяною парою, а лава швидко остигає і твердне. При руйнуванні ці застиглі бульбашки перетворюються в лусочки від буро-зеленого до майже прозорого кольору. Механізм утворення глибоководних «водоростей» відрізняється тим, що бульбашки утворюються під великим тиском і в меншій мірі розширюються.

## Термін
Це вулканічне скло із застиглих стінок бульбашок лави нагадує за зовнішнім виглядом морські водорості. Друга частина терміна походить від імені Пеле — гавайської богині вогню і вулканів

## Поширення
«Водорості Пеле» знаходять в місцях зіткнення гарячої лави з водою, зазвичай на узбережжі. Знайдено близько прибережних вулканічних конусів і на підводних вулканах, наприклад, на вершині вулкана Лоїхі, Гаваї.

## Ресурси Інтернету
- Водорості Пеле [Архівовано 26 вересня 2015 у Wayback Machine.] — фото usgs
- Вибухові виверження [Архівовано 8 вересня 2015 у Wayback Machine.] — Монтерей Бей Акваріум
- Зображення [Архівовано 2 грудня 2015 у Wayback Machine.]